# 佐藤文衛
佐藤 文衛（さとう ぶんえい、1975年 - ）は、日本の天文学者。専門は、恒星物理学・系外惑星。旧岡山天体物理観測所の観測施設を使って複数の太陽系外惑星や褐色矮星を発見している。

## 経歴
1975年宮城県多賀城市生まれ。青森県八戸市育ち。1991年八戸市立根城中学校卒業。1994年青森県立八戸高等学校卒業。1998年東京大学理学部天文学科卒業。2003年東京大学大学院理学系研究科天文学専攻博士課程修了。博士（理学）。2003年国立天文台研究員、2004年神戸大学大学院自然科学研究科COE研究員、2005年国立天文台岡山天体物理観測所研究員、2007年東京工業大学グローバルエッジ研究院特任助教（2008年テニュアトラック助教）を経て、2009年より東京工業大学大学院理工学研究科准教授（2016年より東京工業大学理学院地球惑星科学系准教授）。専門は恒星・系外惑星を中心とした観測天文学。2005年度日本天文学会研究奨励賞受賞。

## 業績
2003年以来、太陽系外惑星や褐色矮星など惑星質量の天体を多数発見している。
2003年、岡山天体物理観測所の188cm反射式望遠鏡に取り付けた高分散分光器HIDESを用いた2年間の観測によって、きりん座の黄色巨星HD 104985を回る太陽系外惑星HD 104985 bを発見したことを発表した。これは、初めて日本の観測チームが発見した太陽系外惑星となった。
2005年、すばる望遠鏡などの大型望遠鏡を用いて系外惑星の発見を目指す国際観測プロジェクトN2Kに参加し、ヘルクレス座の黄色準巨星HD 149026を回る土星質量の系外惑星HD 149026 bを発見したことを発表した。2007年、同じくHIDESを用いた観測から、ヒアデス星団の橙色巨星おうし座ε星を回る巨大系外惑星を発見、これは、史上初めて散開星団内の恒星系に発見された系外惑星となった。この系外惑星ε Tau bは、2015年に国際天文学連合 (IAU) が実施した太陽系外惑星命名キャンペーン「New Exo World」で、日本の呉市かまがり天体観測館が提案した天照大神にちなんだ名称が採用され、「アマテル (Amateru)」と命名された。
2008年1月、中国科学院国家天文台の研究グループとの共同観測で、かみのけ座11番星の周りに木星の約19倍の質量を持つ褐色矮星を発見したことを発表した。これは、2005年から始まった岡山天体物理観測所の188cm反射望遠鏡と興隆観測所の口径2.16m反射望遠鏡を用いた日中共同惑星探索の最初の成果となった。
2008年9月にはHIDESを使った観測から、わし座ξ星、HD 81688、アンドロメダ座14番星、HD 167042、やまねこ座6番星、くじら座81番星、いるか座18番星の巨星を周る系外惑星7つを発見したことを発表した。
2012年には、視線速度法によりへびつかい座ν星を周回する複数の褐色矮星を発見したことを発表した。2013年には、岡山天体物理観測所の188cm反射望遠鏡とアングロ・オーストラリアン天文台のアングロオーストラリアン望遠鏡を用いた観測結果から、くじら座の恒星HD 4732の周囲を回る2つの巨大惑星を発見したことを発表。2015年には、188cm反射望遠鏡とハワイのすばる望遠鏡、ケック望遠鏡を用いた観測から、HD 1605、HD 1666、HD 67087といった主系列星の周囲に計5つの系外惑星を発見したと発表した。これは、岡山天体物理観測所の188cm望遠鏡を用いた最初の主系列星周りの惑星発見となった。

## 著書
- 井田茂、佐藤文衛、田村元秀、須藤靖『宇宙は「地球」であふれている -見えてきた系外惑星の素顔-』技術評論社〈知りたい！サイエンス〉、2008年2月28日。ASIN 4774133671。ISBN 978-4-7741-3367-6。 NCID BA85074858。OCLC 229849849。全国書誌番号:21383994。
- 佐藤文衛、綱川秀夫『宇宙地球科学』講談社〈KS自然科学書ピース〉、2018年1月27日。ASIN 4061552422。ISBN 978-4-06-155242-5。 NCID BB25475734。OCLC 1030174009。全国書誌番号:23015262。